# Cold wave
Cold wave (pol. zimna fala) – jeden z nurtów muzyki postpunkowej, wywodzący się ze stylistyki nowej fali.  Zrodził się pod koniec lat 70. XX wieku i w pierwszej połowie lat 80. XX wieku.

## Historia
Termin nowej fali został wymyślony przez szefa wytwórni Sire Records jako określenie na muzykę wydawanych przez nią zespołów punk rockowych (głównie skupionych wokół klubu CBGB’s) – w tym pionierów punk rocka, takich jak Talking Heads czy Television. Następnie nową falą zaczęto nazywać wszystkich wykonawców punkowych i zainspirowanych tą muzyką, którzy wychodzili poza ramy prostego punk rocka w stylu Ramones. Był to więc w istocie synonim terminu post-punk. Później używano tych dwóch etykietek do dokonywania podziału w obrębie tej samej grupy artystów: nową falą określano twórczość bardziej popową, post-punkiem zaś – bardziej eksperymentalną.
Z czasem termin nowa fala zaczął być używany w odniesieniu do bardziej komercyjnych form, zwykle charakteryzujących się łagodnym brzmieniem opartym na wykorzystaniu elektronicznych instrumentów klawiszowych i perkusyjnych oraz czystym technicznie śpiewem (często z użyciem wielogłosowych harmonii) – w tym do takich gatunków, jak synth pop i new romantic.
Warto zaznaczyć, że nowa fala najprawdopodobniej powstała w USA, w Europie zaś była przypisywana brytyjskim i niemieckim zespołom wykonującym muzykę post-punkową, natomiast we Francji zamiast new wave przyjął się termin cold wave. W Polsce obowiązywały jednocześnie dwa terminy: nowa fala i zimna fala. Z czasem „new wave” stał się terminem określającym bardziej ambitnych przedstawicieli punk rocka, którzy tworzyli złożone i inteligentniejsze kompozycje np. Talking Heads, czy Swans. Jedną z form ewolucyjnych zimnej fali jest rock gotycki – styl zapoczątkowany przez zespół Bauhaus, czy też dark wave, w wykonaniu chociażby Clan of Xymox.

## Muzyka i teksty
Zimna fala opiera się na wyeksponowanym rytmicznym brzmieniu perkusji i gitary basowej wspomaganymi mrocznymi partiami gitary, a także instrumentów klawiszowych. Ponadto cold wave charakteryzuje się prostymi, powtarzanymi, oszczędnymi motywami z bardzo ascetyczną grą instrumentów perkusyjnych, opartą często jedynie na kilku powtarzalnych sekwencjach. Generalnie brzmienie gitary basowej, gitary elektrycznej, czy instrumentów klawiszowych jako całości – emanuje charakterystycznym tajemniczym, posępnym,  chłodnym, czy też zimnym klimatem (stąd nazwa).
Niepokojące i często nihilistyczne teksty zespołów zimnofalowych traktowały głównie o przemijaniu, kruchości ludzkiej egzystencji, czy daremności ludzkich poczynań. Posępnej muzyce i tekstom towarzyszył specyficzny image wykonawców, charakteryzujący się ciemnym ubiorem, bladymi makijażami i nastroszonymi, potarganymi włosami.

## Przedstawiciele gatunku
Za prekursorów gatunku uchodzą takie formacje jak: Joy Division, Xmal Deutschland, Siouxsie & the Banshees, Bauhaus, Killing Joke, czy też Section 25. Za najważniejszego jednak reprezentanta cold wave należy uznać brytyjską formację The Cure, jedną z najpopularniejszych w latach 80. i 90.

## Cold wave w Polsce
W Polsce, pomimo używania dwóch terminów: new wave i cold wave, to cold wave cieszył się szczególną popularnością, mimo to znacznie różnił się od zachodniej estetyki cold wave. Był to jeden z najczęściej reprezentowanych nurtów na Festiwalu Muzyków Rockowych w Jarocinie. Połowa lat 80. to czas aktywności następujących polskich grup spod znaku cold wave: Aya RL, Variété, Made in Poland, 1984, Aurora, Madame, Joanna Makabresku, One Million Bulgarians, Kosmetyki Mrs. Pinki, Bruno Wątpliwy, Ivo Partizan, Enklawa Ełk, Pornografia, Cytadela, Siekiera, pierwszą płytę  tarnowskiego zespołu Ziyo, oraz mniej znanych zespołów, które nigdy nie wydały płyt (Hiena, Deszcz, Closer, Pancerne Rowery, Noah Noah, Processs, Garaż w Leeds, Ilicz), jednak zapisały się znacząco w historii polskiej muzyki, wywierając wpływ na twórczość obecnie grających zespołów gotyckich i doommetalowych.
Przykładem wykonywania muzyki w stylu cold wave jest warszawski zespół Eva istniejący w latach 2001 – 2004, który poza własnym "zimnofalowym" repertuarem posiada w swoim dorobku artystycznym dwa covery: The Cure – Plastic Passion i Siouxsie and the Banshees – Israel. Członkowie tego zespołu grali później w gotyckim, death, horror punkowym Miguel And The Living Dead. Innym przykładem jest łódzka formacja Wieże Fabryk.

## Zespoły grające cold wave[2]
Asylum Party, Autumn (USA)Baroque Bordello, Clair Obscur, Closed Session, Coldreams, Dementia Precox, Echo Prism, Ellysgarden, End Of Data, Excès Nocturne, Guerre Froide, Hymn, KaS Product, L'enfance Eternelle, Lebanon Hanover, Leitmotiv, Little Nemo, Martin Dupont, Memoires d'Automne, Neutral Project, Norma Loy, Opera Multi Steel, Les Provisoires, Siglo XX, Trisomie 21, Trop Tard, Wallenberg, She Past Away, Soviet Soviet, Varsovie (band).